# Ивон Дуи
Ивон Дуи (фр. Yvon Douis; Лез Андли, 16. мај 1935 — Ница, 28. јануар 2021) био је француски професионални фудбалер који је играо као нападач .

## Каријера
Дуи је рођен у Лез Андлију. Током каријере играо је за Лил (1953–59), Хавр (1959–61), Монако (1961–67) и Кан (1967–69). Одиграо је 20 утакмица и постигао 4 гола за фудбалску репрезентацију Француске између 1957. и 1965. године, а играо је на ФИФА-ином светском првенству 1958. године, на којем је Француска завршила на трећем месту. Дуи је постигао трећи погодак у плеј-офу против Западне Немачке у Шведској 1958.

## Занимљивости
Ивон је био старији брат Жан-Франсоа, који је такође био фудбалер.

## Смрт
Дуи је умро од КОВИД-19 вируса током пандемије ковида 19 у Француској.